# Troskovice

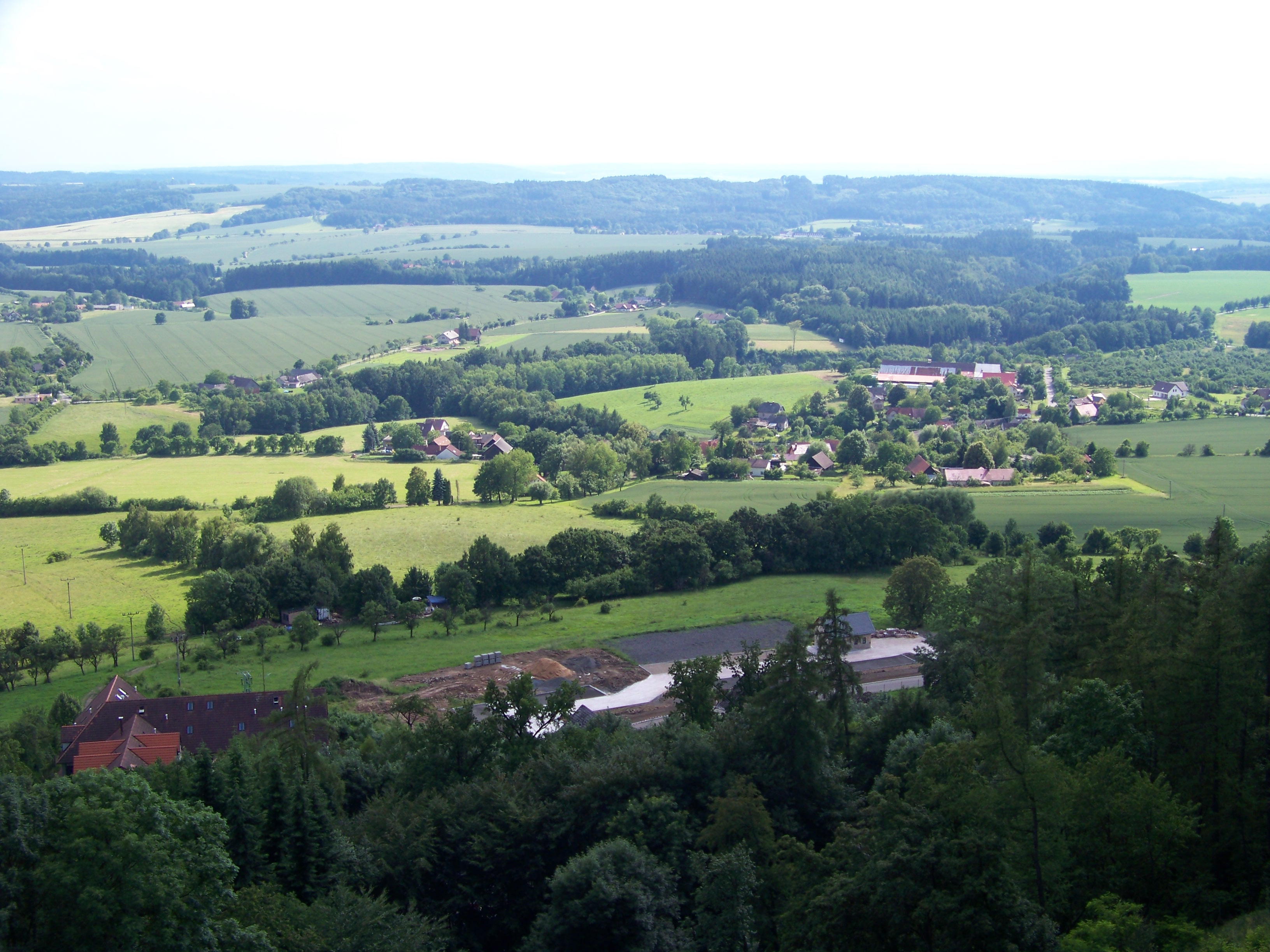
Troskovice von Burg Trosky aus gesehen

Troskovice (deutsch Troskowitz) ist eine Gemeinde im Liberecký kraj, Okres Semily in (Tschechien). Der Ort liegt inmitten des Naturschutzgebietes Český ráj (Böhmisches Paradies). Auf der Ortsflur liegt die Burg Trosky, die zu einem Wahrzeichen des Böhmischen Paradieses geworden ist.

## Gemeindegliederung
Die Gemeinde Troskovice besteht aus den Ortsteilen Jivina (Jiwina), Křenovy (Kschenow), Tachov (Tachow bzw. Tachau) und Troskovice (Troskowitz). Grundsiedlungseinheiten sind Křenovy, Tachov und Troskovice. Zur Gemeinde  gehört außerdem die Siedlung Semínský Dvůr bzw. Semín.

## Geschichte
Die erste schriftliche Erwähnung von Troskovice stammt aus dem Jahr 1388.

## Nachbargemeinden
| Vyskeř Hrubá Skála     | Hrubá Skála                                 | Ktová                    |
| Hrubá Skála Libošovice | Kompassrose, die auf Nachbargemeinden zeigt | Ktová Újezd pod Troskami |
| Libošovice Mladějov    | Mladějov                                    | Újezd pod Troskami       |

## In der Populärkultur
Eine Nachbildung der Region ist in dem tschechischen Rollenspiel Kingdom Come: Deliverance II zu finden.